# Inape pompata
Inape pompata é uma espécie de mariposa da família Tortricidae . É endêmico no Equador.